# Análise nodal

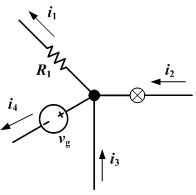
A lei actual de Kirchhoff é a base da análise nodal.

Em análise de circuitos elétricos, análise nodal ou tensão de análise de um nó ou método do ramo atual é um método para se determinar a tensão, ou diferença de potencial, entre "nós" (pontos onde os elementos ou ramos se ligam) em um circuito elétrico.
Na análise de um circuito, usando Lei de Kirchhoff, pode-se fazer análise nodal (usando a lei de Kirchhoff das correntes (LKC), ou método dos nós) ou de análise de malhas (lei de Kirchhoff de tensões (LKT)).
Na análise Nodal escreve-se uma equação em cada nó, exigindo que o nó tenha uma soma de correntes igual a zero. Como conseqüência, cada ramo da relação deve dar produzir uma função da tensão, representada pela admitância. Por exemplo, para um resistor, Correnteramo = Tensãoramo * G, onde G=1/R é a admitância (condutância) do resistor.
Análise Nodal produz um compacto conjunto de equações para a rede, que pode ser resolvido a mão, se pequena, ou se pode ser rapidamente resolvido usando álgebra linear pelo computador. Por causa do compacto sistema de equações, muitas circuito de simulação de programas (e.g. SPICE) usam análise nodal como base.

## Método
1. Observe todos os segmentos do circuito. Os nós da análise nodal são, geralmente, onde os fios se encontram.
2. Selecione um nó como o terra, cuja tensão é zero. A escolha não afeta o resultado e é apenas uma questão de convenção. Escolher o nó com a maioria das conexões pode simplificar a análise. Para um circuito de N nós o número de equações nodais é N-1.
3. Atribuir uma variável para cada nó cuja tensão é desconhecida. Se a tensão já é conhecido, não é necessário atribuir uma variável.
4. Para cada tensão desconhecida, forma uma equação baseada sobre a lei actual de Kirchhoff, ou método dos nós. Basicamente, deve-se juntar todas as correntes que saem do nó e marcar a soma igual a zero. Encontrar a corrente entre dois nós é nada mais do que "o nó com o maior potencial, menos o nó com o menor potencial, dividida pela resistência ou, de forma mais geral, impedância entre os dois nós."
5. Se existem duas fontes de tensão desconhecidas, junte-se a nós, como um supernó. As correntes dos dois nós são combinados em uma única equação, e uma nova equação para a tensão é formado.
6. Resolver o sistema de equações lineares para cada tensão desconhecida.

## Exemplos

### Caso Básico

Exemplo básico de circuito com um tensão desconhecida, V_{1}.

A tensão desconhecida nesse circuito é V1. Existem três conexões para este nó e, consequentemente, três correntes a se considerar. A direção das correntes em cálculos é escolhido para ser afastado do nó.
1. A corrente através do resistor R1: (V1 - VS) / R1
2. A corrente através do resistor R2: V1 / R2
3. A corrente através da fonte de corrente IS: -IS

Com a lei de Kirchhoff, temos:
{\displaystyle {\frac {V_{1}-V_{S}}{R_{1}}}+{\frac {V_{1}}{R_{2}}}-I_{S}=0}
Esta equação pode ser resolvida com respeito a V1:
{\displaystyle V_{1}={\frac {\left({\frac {V_{S}}{R1}}+I_{S}\right)}{\left({\frac {1}{R_{1}}}+{\frac {1}{R_{2}}}\right)}}}
Finalmente, a tensão desconhecida pode ser resolvida substituindo valores numéricos por símbolos. Qualquer corrente desconhecida é fácil de se calcular depois de todas as tensões no circuito são conhecidas.
{\displaystyle V_{1}={\frac {\left({\frac {5{\text{ V}}}{100\,\Omega }}+20{\text{ mA}}\right)}{\left({\frac {1}{100\,\Omega }}+{\frac {1}{200\,\Omega }}\right)}}\approx 4.667{\text{ V}}}

### Supernós

Neste circuito, V_{1} está entre duas tensões desconhecidas, e é, portanto, um supernó.

Neste circuito, inicialmente, temos duas tensões desconhecidas, V1 e V2. A tensão em V3 já é conhecido como VB porque o outro terminal da fonte de tensão está no potencial de terra.
A corrente passando através de fonte de tensão VA não pode ser calculada diretamente. Portanto, podemos escrever a atual equações para qualquer V1 , V2. No entanto, sabemos que a mesma corrente, deixando o nó V2 deve inserir nó V1. Mesmo que os nós não possam ser resolvidos individualmente, sabemos que o combinação atual desses dois nós é zero. Esta combinação de dois nós é chamado o supernó técnica, e requer um adicional equação: V1 = V2 + VA.
O conjunto completo de equações para este circuito é:
{\displaystyle {\begin{cases}{\frac {V_{1}-V_{\text{B}}}{R_{1}}}+{\frac {V_{2}-V_{\text{B}}}{R_{2}}}+{\frac {V_{2}}{R_{3}}}=0\\V_{1}=V_{2}+V_{\text{A}}\\\end{cases}}}
Substituindo-se V1 para a primeira equação e de solução no que diz respeito a V2, temos:
{\displaystyle V_{2}={\frac {(R_{1}+R_{2})R_{3}V_{\text{B}}-R_{2}R_{3}V_{\text{A}}}{(R_{1}+R_{2})R_{3}+R_{1}R_{2}}}}